# Исчезнувшие населённые пункты Ивановской области/Верхнеландеховский район
Исчезнувшие населённые пункты Ивановской области/Верхнеландеховский район
- Алёшинская, Кромский с/с, № 21/16 от 12.12.1977
- Берёзовка, Симаковский с/с, № 25/17 от 16.12.1975
- Болники, Засекинский с/с, № 429 от 16.10.1957
- Бор, Симаковский с/с, № 86 от 17.02.1972
- Борок, Симаковский с/с, № 20/11 от 15.11.1976
- Бортниково, Барановский с/с, № 85 от 22.04.1999
- Бортное Малое, Засекинский с/с, № 483 от 26.10.1964
- Брусово Малое, Кромский с/с, № 483 от 26.10.1964
- Бутырки, Стариловский с/с, № 133 от 8.06.1995
- Ванята, Верхнеландеховский с/с, № 429 от 16.10.1957
- Вашурята, Стариловский с/с, № 483 от 26.10.1964
- Верещагино, Симаковский с/с, № 483 от 26.10.1964
- Власово, Засекинский с/с, № 318 от 22.10.1986
- Волково, Мытский с/с, № 133 от 8.06.1995
- Волково, Симаковский с/с, № 809 от 9.12.1974
- Выметки, Симаковский с/с, № 483 от 26.10.1964
- Голубята, Засекинский с/с, № 429 от 16.10.1957
- Горбуниха, Симаковский с/с, № 483 от 26.10.1964
- Дарьино, Мытский с/с, № 483 от 26.10.1964
- Дружиниха, Симаковский с/с, № 86 от 17.02.1972
- Елагино, Мытский с/с, № 86 от 17.02.1972
- Елшата, Верхнеландеховский с/с, № 429 от 16.10.1957
- Заболотье, Стариловский с/с, № 318 от 22.10.1986
- Загребаево, Мытский с/с, № 17/9 от 11.11.1979
- Затеиховская Слобода, Мытский с/с, № 86 от 17.02.1972
- Зевалово, Симаковский с/с, № 9/20-1 от 24.04.1978
- Зименки, Мытский с/с, № 17/9 от 11.11.1979
- Зыбкино, Засекинский с/с, № 429 от 16.10.1957
- Исаково, Засекинский с/с, № 9/20-1 от 24.04.1978
- Кадницы, Симаковский с/с, № 9/20-1 от 24.04.1978
- Кобылино, Верхнеландеховский с/с, № 17/9 от 11.11.1979
- Ковши, Симаковский с/с, № 429 от 16.10.1957
- Кокино, Симаковский с/с, № 429 от 16.10.1957
- Красная Поляна, Симаковский с/с, № 429 от 16.10.1957
- Крутые, Верхнеландеховский с/с, № 20/11 от 15.11.1976
- Крячково, Засекинский с/с, № 483 от 26.10.1964
- Кузовята, Верхнеландеховский с/с, № 429 от 16.10.1957
- Курдино, Абросовский с/с, № 86 от 17.02.1972
- Лаврентьево, Стариловский с/с, № 86 от 17.02.1972
- Ларино, Верхнеландеховский с/с, № 483 от 26.10.1964
- Листопадовка, Барановский с/с, № 85 от 22.04.1999
- Лобашево, Верхнеландеховский с/с, № 25/17 от 16.12.1975
- Ломки, Кромский с/с, № 483 от 26.10.1964
- Лопаково, Симаковский с/с, № 21/16 от 12.12.1977
- Лопоухи, Верхнеландеховский с/с, № 17/9 от 11.11.1979
- Люханово, Симаковский с/с, № 133 от 8.06.1995
- Максимово, Кромский с/с, № 318 от 22.10.1986
- Малеево, Стариловский с/с, № 429 от 16.10.1957
- Малинки, Кромский с/с, № 86 от 17.02.1972
- Матюгино, Симаковский с/с, № 429 от 16.10.1957
- Меркуши, Верхнеландеховский с/с, № 483 от 26.10.1964
- Михайлово, Засекинский с/с, № 318 от 22.10.1986
- Мокша, Кромский с/с, № 429 от 16.10.1957
- Моркуши, Верхнеландеховский с/с, № 429 от 16.10.1957
- Муромка Большая, Стариловский с/с, № 483 от 26.10.1964
- Неделино, Симаковский с/с, № 86 от 17.02.1972
- Неделинская, Барановский с/с, № 86 от 17.02.1972
- Ногино, Князьковский с/с, № 429 от 16.10.1957
- Овчинники, Верхнеландеховский с/с, № 85 от 22.04.1999
- Окатово, Кромский с/с, № 86 от 17.02.1972
- Опалихино, Засекинский с/с, № 429 от 16.10.1957
- Отерино, Засекинский с/с, № 429 от 16.10.1957
- Отлужново, Кромский с/с, № 86 от 17.02.1972
- Пашутино, Косиковский с/с, № 429 от 16.10.1957
- Печонкино, Засекинский с/с, № 429 от 16.10.1957
- Поветники, Засекинский с/с, № 25/17 от 16.12.1975
- Погорелка, Засекинский с/с, № 20/11 от 15.11.1976
- Погосты, Верхнеландеховский с/с, № 483 от 26.10.1964
- Починок, Симаковский с/с, № 86 от 17.02.1972
- Проломы, Барановский с/с, № 429 от 16.10.1957
- Путрята, Засекинский с/с, № 21/16 от 12.12.1977
- Ревякино, Мытский с/с, № 133 от 8.06.1995
- Рудаки, Верхнеландеховский с/с, № 86 от 17.02.1972
- Рыбино, Засекинский с/с, № 429 от 16.10.1957
- Рыжково, Стариловский с/с, № 429 от 16.10.1957
- Савино, Абросовский с/с, № 483 от 26.10.1964
- Савята, Верхнеландеховский с/с, № 25/17 от 16.12.1975
- Сергеево, Засекинский с/с, № 483 от 26.10.1964
- Сидорово, Кромский с/с, № 483 от 26.10.1964
- Скудино, Засекинский с/с, № 86 от 17.02.1972
- Сосняги, Симаковский с/с, № 809 от 9.12.1974
- Сосуновка, Стариловский с/с, № 318 от 22.10.1986
- Степунино, Засекинский с/с, № 483 от 26.10.1964
- Степунята, Симаковский с/с, № 9/20-1 от 24.04.1978
- Строво, Верхнеландеховский с/с, № 17/9 от 11.11.1979
- Субботино, Абросовский с/с, № 86 от 17.02.1972
- Тороносиха, Верхнеландеховский с/с, № 429 от 16.10.1957
- Трефелиха, Засекинский с/с, № 86 от 17.02.1972
- Тряпино, Марьинский с/с, № 25/17 от 16.12.1975
- Федотово, Симаковский с/с, № 86 от 17.02.1972
- Харино, Стариловский с/с, № 85 от 22.04.1999
- Хвостяга, Симаковский с/с, № 483 от 26.10.1964
- Цаплино, Симаковский с/с, № 429 от 16.10.1957
- Челусово, Мытский с/с, № 429 от 16.10.1957
- Чешата, Верхнеландеховский с/с, № 429 от 16.10.1957
- Шигалята, Косиковский с/с, № 429 от 16.10.1957
- Широнята, Симаковский с/с, № 429 от 16.10.1957
- Якшино, Мытский с/с, № 483 от 26.10.1964